# 精粹案
精粹案，是中華民國政府繼精進案裁軍之後，為繼續實現軍隊國家化、中華民國國軍建構法制化及募兵制等目標，所進行的組織調整計畫。精粹案後，下一個裁軍計畫則是勇固案（已遭終止）。

## 兵力規模

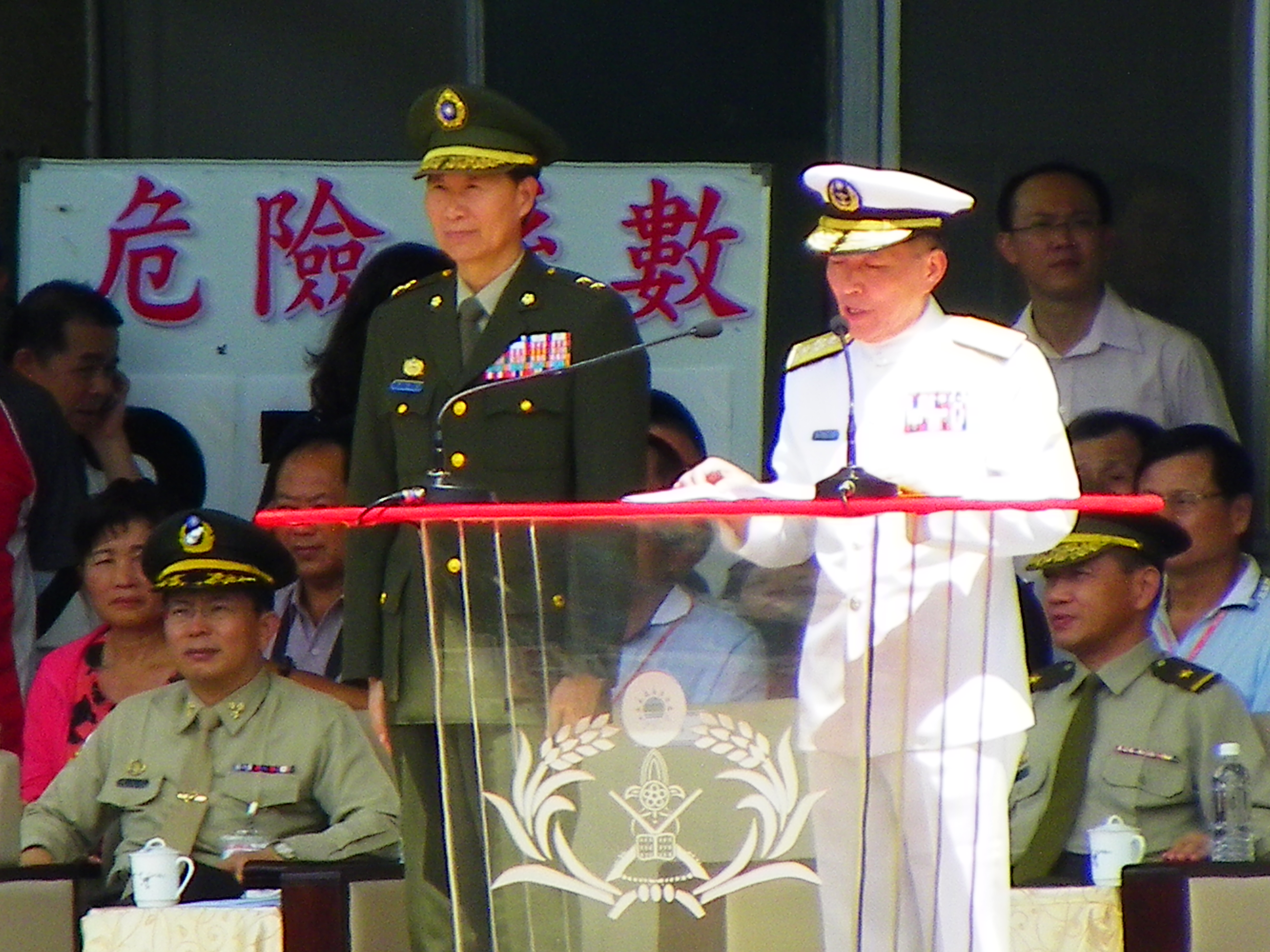
將官預裁百人，圖為上將、中將、少將於憲兵學校司令台。

運用美軍現役科學模式模擬工具，以「打」求「裝」，以「裝」精算「主戰兵力員額概數」，並經不斷反覆模擬驗證與分析評估，具公正客觀立論基礎。2014年國軍總兵力21.5萬人，為達成防衛作戰最低兵力需求；國軍將官員額亦將由現行393員調降為292員。

## 組織架構
- 部本部 [2]

1. 由6司、6室25處，調整為4司7室28處。
2. 成立「總督察長室」、「國防採購室」，並引進「政風室」；中山科學研究院轉型為行政法人。
3. 將現行國防部陸軍司令部、國防部海軍司令部、國防部空軍司令部、國防部聯合後勤司令部、國防部後備司令部、國防部憲兵司令部等6個司令部，整編為國防部陸軍司令部、國防部海軍司令部、國防部空軍司令部 3個司令部；裁撤國防部聯合後勤司令部；國防部後備司令部、國防部憲兵司令部降編為指揮部，並隸屬國防部參謀本部。

- 國防部參謀本部 [2]

1. 由7室28處（中心），調整為6室23處（中心）
2. 成立「訓練參謀次長室」、裁撤「軍務辦公室」。
3. 編成「防空飛彈指揮部」。
4. 「災害防救」列為國軍中心任務之一，各軍種兵力結構，依戰略、戰術及裝備機具獲得等配合調整，達到平時能救災，戰時能作戰目標。

- 中華民國陸軍部隊 [2]

1. 維持各軍團指揮部及防衛指揮部兵力架構。
2. 維持各軍團指揮部所轄裝甲兵旅、機械化步兵旅及新訓步兵旅等戰略基本單位。
3. 後備司令部轄各新訓步兵旅移編各軍團指揮部。
4. 特種作戰指揮部裁撤下屬第862、871群及下轄群部連，直接指揮管制各特種作戰營。
5. 聯勤司令部整編合併為「陸軍後勤指揮部」，負責三軍通用後勤作業。

- 中華民國海軍部隊 [2]

1. 維持現行艦隊及陸戰隊兵力架構。
2. 艦（戰、大）隊實施整編合併。
3. 陸戰隊基地警衛旅降編為防空警衛群，納編陸軍兩個憲兵營改組整編為海軍防空警衛第一、二營。

- 中華民國空軍部隊 [2]

1. 維持作戰、防空指揮部及各作戰聯隊兵力架構。
2. 依防空武器獲得期程，適時檢討汰除老舊武器裝備單位。

## 執行進度
1. 不涉及組織法之兵力結構與員額調整，於2011年至2014年漸次執行[2]。
2. 組織法（國防六法）修正已於2013年1月1日施行，涉及組織法修正之單位，將陸續實施。